# Дионисий Ареопагит
Дионисий Ареопагит (на гръцки: Διονύσιος ὁ Ἀρεοπαγίτης) e съдия на Ареопага, който, както е писано в „Деяния на апостолите“ („Деяния“ 17:34), е обърнат в Християнство чрез проповед на апостол Павел. Според Дионисий Коринтски, цитиран от Евсевий Кесарийски, „Historia Ecclesiae“ III: iv, този Дионисий след това става епископ на Атина.
Векове по-късно поредица прочути писания с мистическа природа, използващи неоплатоничен език, за да хвърлят светлина върху християнски теологични и мистични идеи, е неправилно приписана на Ареопагит. Те дълго време са били известни като негови трудове от 5 век и сега се приписват на „Псевдо-Дионисий Ареопагит“. Псевдо-Дионисий е идентифициран с различни хора в миналото, но една по-съвременна догадка го отнася към един малко известен грузински писател, наречен Петър Ибериеца, грузински епископ на Маджум (452 – 491).
Дионисий също е популярно грешно идентифициран с мъченика от Галия Дионисий, първи епископ на Париж, Свети Денис.